# Lysmata wurdemanni
Lysmata wurdemanni är en kräftdjursart som först beskrevs av Lewis Reeve Gibbes 1850.  Lysmata wurdemanni ingår i släktet Lysmata och familjen Hippolytidae. Inga underarter finns listade i Catalogue of Life.

## Bildgalleri

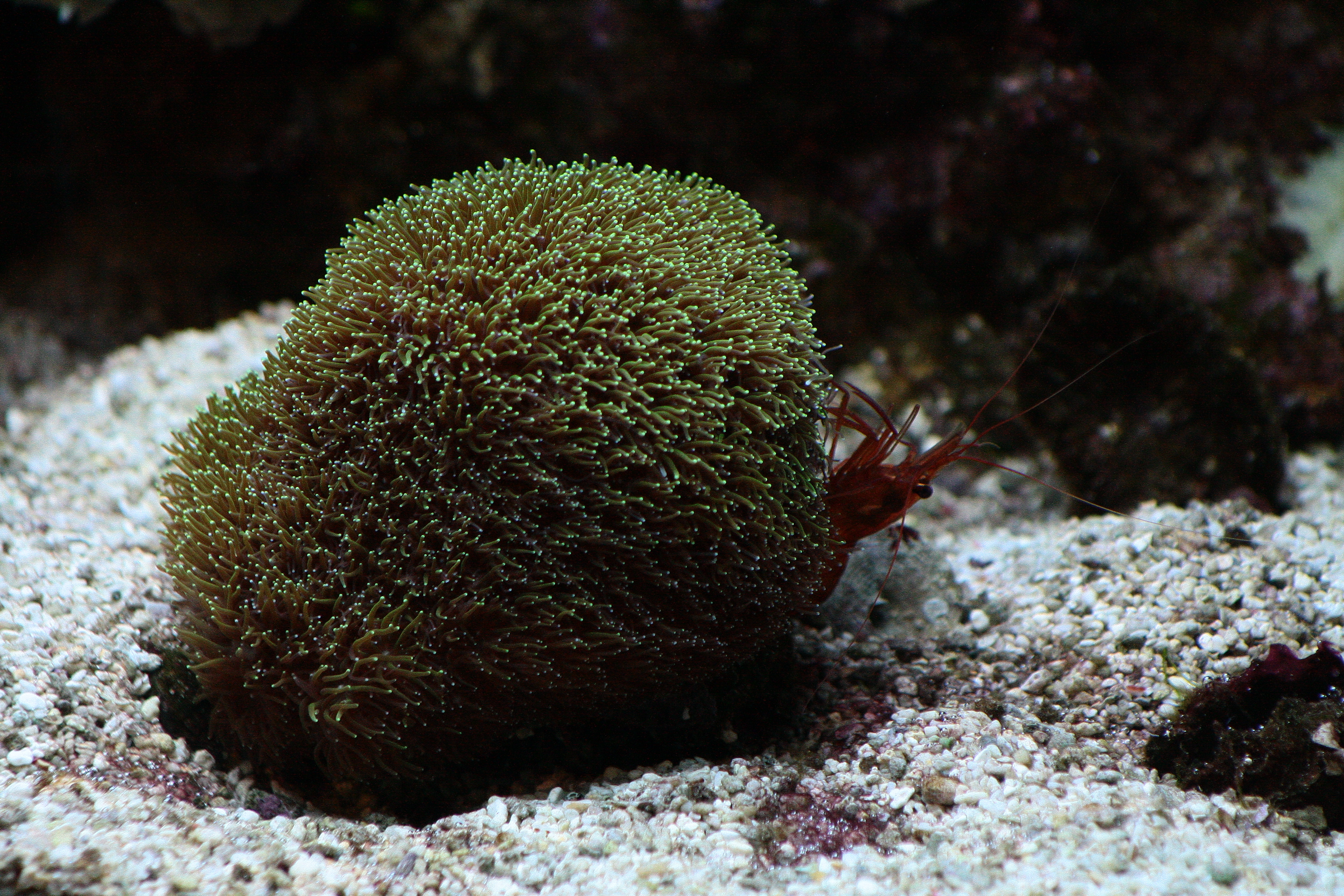